# Sigmund Durst
Sigmund Durst (* 2. September 1904 in Nürnberg; † 5. Februar 1974 ebenda), genannt Sidu, war ein  deutscher Sportjournalist und Sprecher bei vielen Sport-, insbesondere Radsportveranstaltungen.

## Leben
Sigmund Durst sollte nach dem Willen seiner Eltern Lehrer werden. Jedoch kam er bei Rennen auf der Radrennbahn Reichelsdorfer Keller in seiner Heimatstadt mit dem Radsport in Berührung. Und noch während er das Lehrerseminar besuchte, begann er, als Journalist und Mitglied des Wettfahrausschusses tätig zu sein. Von 1926 bis 1929 war er als Radrennfahrer aktiv, überwiegend im Bahnradsport.
Im Jahre 1926 verließ Durst das Lehrerseminar und wurde Redakteur beim Illustrierten Radrenn-Sport, der 1935 gleichgeschaltet und in Der Deutsche Radfahrer umbenannt wurde. Auf dieser Position zeigte er sich bis 1945 als politisch sehr anpassungsfähig.
Neben seiner Tätigkeit als Journalist unter dem Kürzel Sidu war Durst zunehmend als Sprecher bei Radsport-Großveranstaltungen gefragt, insbesondere bei Sechstagerennen. Dabei brachte er es auf den Rekord von 150 Sechstagerennen, bei denen er als Sprecher arbeitete. Als Organisator war er vor und nach dem Zweiten Weltkrieg an der Durchführung der Deutschlandfahrt beteiligt. Von 1929 bis 1934 wurde er im übrigen „Deutscher Journalisten-Meister“ im Radsport.
Nach dem Krieg war Durst weiter als Journalist im Radsport tätig, so als Redakteur der Zeitschrift Radsport. Zudem beteiligte er sich maßgeblich am Wiederaufbau des Radsports in Deutschland sowie speziell in seiner Heimatstadt Nürnberg.
Sigmund Durst ist der Vater des Schrittmachers Dieter Durst.

## Werke
- Rudi Altig. Der Weg eines Weltmeisters. Limpert, Frankfurt 1960.
- Der Mann der 100 Kilometer. Lebensbild des Weltmeisters Erich Metze. Deutscher Sport-Verlag, Berlin 1942
- Quer durch Deutschland 1949; mit Burghard von Reznicek und Richard Blaschke; Schweinfurt 1949
- Das Radsport-Handbuch 1950; mit Otto Baer, Berlin-Dahlem 1950